# Peter Straub (Politiker)
Peter Karl Otto Straub (* 8. September 1939 in Waldshut, heute Waldshut-Tiengen) ist ein deutscher Politiker der CDU und war von 1996 bis 2011 Präsident des Landtags von Baden-Württemberg.

## Ausbildung und Beruf
Straub begann nach dem Abitur am Hochrhein-Gymnasium in Waldshut ein Studium der Rechtswissenschaften in Freiburg und München. 1962 legte er das erste und 1966 das zweite juristische Staatsexamen ab. Seitdem ist er als Rechtsanwalt tätig.

## Politische Tätigkeit
Straubs politisches Engagement begann 1968 mit dem Eintritt in die CDU. In jenem Jahr wurde er Stadtrat in Waldshut bzw. Waldshut-Tiengen (bis 1989). Von 1984 bis 1999 gehörte er auch dem Kreistag des Landkreises Waldshut an.
Im November 1984 zog Straub als Nachrücker für den verstorbenen Rudolf Eberle in den Landtag von Baden-Württemberg ein. Von 1992 bis 1996 war er stellvertretender Präsident des Landtags. 1996 wurde er als Nachfolger von Fritz Hopmeier zum Landtagspräsidenten gewählt. Nach den Landtagswahlen von 2001 und 2006 wurde er jeweils in seinem Amt bestätigt. Nach der Landtagswahl 2011 gehörte er nicht mehr dem Landtag an und trat daher auch nicht mehr zur Wahl des Landtagspräsidenten an. Sein Nachfolger als direkt gewählter Abgeordneter des Landtagswahlkreises Waldshut wurde Felix Schreiner. Neuer Landtagspräsident wurde Willi Stächele.
Neben seiner Landtagstätigkeit vertrat Straub auch das Land Baden-Württemberg im Ausschuss der Regionen der Europäischen Union (AdR), deren Präsident er von 2004 bis 2006 war. Straub ist auch Mitbegründer des Oberrheinrates.
In die Kritik geriet Straub im Sommer 2010, als er als Dienstwagen einen Porsche verlangte, wovon er schließlich wieder Abstand nahm.

## Familie und Privates
Peter Straub wurde als Sohn des Juristen und späteren CDU-Politikers Joachim Straub geboren. Er ist verheiratet und hat zwei Kinder und drei Enkelkinder.

## Ehrungen und Auszeichnungen
- 1991: Bundesverdienstkreuz am Bande
- 2000: Bundesverdienstkreuz 1. Klasse
- 2002: Komturkreuz des Ordens des Finnischen Löwen
- 2005: Verdienstmedaille des Landes Baden-Württemberg[2]
- 2008: Großer Montfortorden
- 2008: Großes Goldenes Ehrenzeichen mit dem Stern für Verdienste um die Republik Österreich[3]